# Neufvilles
Neufvilles is een dorp in de Belgische provincie Henegouwen, en een deelgemeente van de Waalse stad Zinnik. In het zuiden van de deelgemeente ligt nog het gehucht La Gage. Neufvilles was een zelfstandige gemeente tot aan de gemeentelijke herindeling van 1977. Het dorp is vooral bekend om zijn groeve voor de ontginning van blauwe steen.

## Etymologie
De naam Neufvilles betekent Nieuwe Romeinse villa (Novavilla in het Gallo-Romeins).

## Geschiedenis
Op 27 juni 1976 ontspoorde op het grondgebied van de (toen nog zelfstandige) deelgemeente Neufvilles de exprestrein Amsterdam-Parijs, met hoofdzakelijk Nederlandse vakantiegangers aan boord. Er vielen elf doden en 24 zwaargewonden. Oorzaak van het ongeval was een door de uitzonderlijke hitte geblokkeerde wissel.

## Bezienswaardigheden
- De Sint-Niklaaskerk (Église Saint-Nicolas) is een classicistisch kerkgebouw van 1777 waarin zich onder meer een 16e-eeuws gepolychromeerd triomfkruis bevindt.
- De Sint-Jan-de-Doperkapel (Chapelle Saint-Jean-Baptiste) is een kapel van 1754.
- De Heilige Familiekapel (Chapelle de la Sainte-Famille) is een kapel van 1743 in Lodewijk XV-stijl.
- De Onze-Lieve-Vrouw van de Rozenkranskapel is een pijlerkapel van 1732.
- De Onze-Lieve-Vrouw van Tongerenkapel (Chapelle Notre-Dame de Tongres) is een kalkstenen pijlerkapel van 1775.
- De Onze-Lieve-Vrouw van Genadekapel (Chapelle Notre-Dame de Grâce) is een pijlerkapel van 1742.
- De Onze-Lieve-Vrouw van Toevluchtkapel (Chapelle Notre-Dame des Affligés) is een pijlerkapel van 1722.

## Natuur en landschap

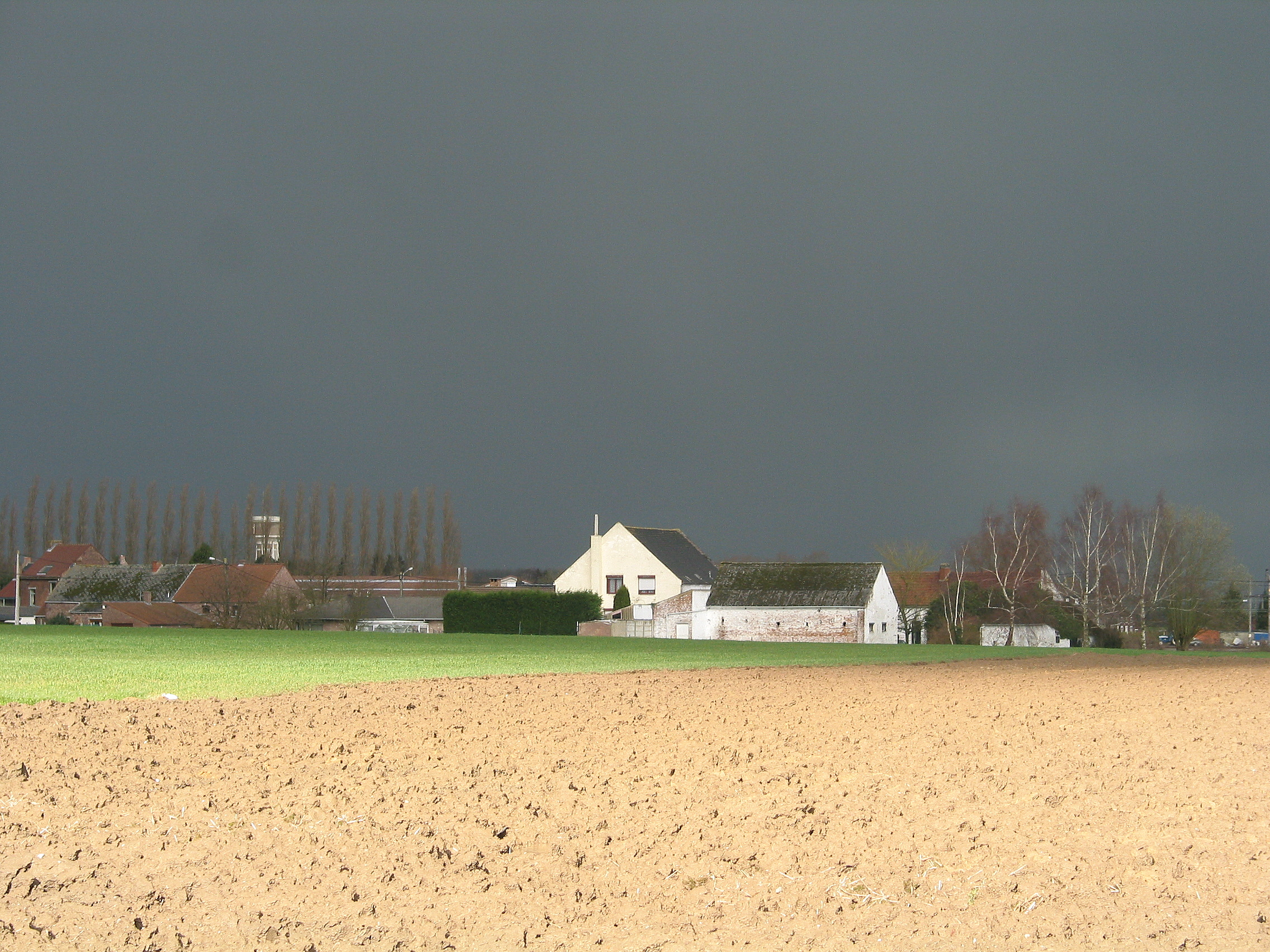
Neufvilles, La Gage

Neufvilles ligt nabij de Chaussée Brunehaut op een hoogte van 85 meter aan de kerk. Ten noorden van het dorp ligt de Carrière du Clypot waar blauwe hardsteen wordt gewonnen. De Gagente stroomt van zuid naar noord door Neufvilles in de richting van de Zenne.

## Demografische ontwikkeling
- Bronnen:NIS, Opm:1831 tot en met 1970=volkstellingen

## Nabijgelegen kernen
Zinnik, Louvignies, Montignies-lez-Lens, Thieusies, Casteau, Masnuy-Saint-Jean, La Gage